# Surinaamse parlementsverkiezingen 2025/Kandidatenlijst/NDP
Dit is de lijst van kandidaten voor de Surinaamse parlementsverkiezingen in 2025 van de NDP. De lijsttrekker is Jennifer Simons. De verkiezingen vinden plaats op 25 mei 2025.
De NDP werkt samen met de Hervormings- en Vernieuwingsbeweging (HVB) die de kandidaten Raymond Sapoen en Mike Noersalim levert voor de kandidatenlijst.
De Partij voor Democratie en Ontwikkeling (PDO) van Waldi Nain zou samenwerken met de NDP, maar verkoos later de ABOP. Een ontevreden groep van 221 leden besloot daarna de PDO te verlaten en onder de naam Het Platform Progressief Alternatief Plus (PA+) de NDP te blijven steunen.
Edward Belfort overleed op 7 april 2025, nog voor de verkiezingen. Hij zou uitkomen op plaats 50 van de NDP-lijst. Zijn naam werd door het Onafhankelijk Kiesbureau van de definitieve lijst verwijderd.
De onderstaande deelnemers kandideren op grond van landelijke evenredigheid voor een zetel in De Nationale Assemblée. Los van deze lijst vinden tegelijkertijd de verkiezingen plaats voor de districtsraden en de ressortraden.

## Kandidatenlijst
Hieronder volgt de kandidatenlijst.
1. Jennifer Geerlings-Simons, ; NDP
2. Ashwin Adhin (Michael Ashwin Satyandre Adhin), ; NDP
3. André Misiekaba (André Theodorus Misiekaba), ; NDP
4. Rossellie Cotino (Rossellie Lucretia Cotino), ; NDP
5. Ann Sadi, ; NDP
6. Rabindre Parmessar (Rabindre Tewari Parmessar), ; NDP
7. Raymond Sapoen (Raymond Soeharto Sapoen), ; HVB
8. Stephen Tsang (Stephen Tsang Kam Wing Tsang), ; NDP
9. Iona Edwards (Iona Cherlene Edwards), ; NDP
10. Sergio Akiemboto (Sergio Frederick Damiënto Akiemboto), ; NDP
11. Melvin Bouva (Melvin Waldie Joy Bouva), ; NDP
12. Jayant Lalbiharie, ; NDP
13. Ebu Jones (Ebu Rohno Jones), ; NDP
14. Jennifer Vreedzaam (Jennifer Maureen Vreedzaam), ; NDP
15. Silvana Afonsoewa (Silvana Deborah Afonsoewa), ; NDP
16. Wedprekash Joeloemsingh (Wedprekash Joeloemsingh), ; NDP
17. Tashana Lösche (Tashana Lalisa Etna Lösche), ; NDP
18. Aziez Salarbaks (Mohamed Aziez Salarbaks)
19. Claudie Sabajo (Claudie Andrea Sabajo), ; NDP
20. Ingrid Karta-Bink (Ingrid Alma Karta-Bink), ; NDP
21. Lalinie Gopal (Lalinie Debie Gopal), ; NDP
22. Michael Marengo (Michael Stanley Marengo)
23. Rishi Mathoera (Rishidath Mathoera)
24. Leroy Doorson (Leroy Cher Leonel Doorson)
25. Mike Noersalim (Mike Mohamed Faizel Noersalim), ; HVB
26. Meriam Asodanoe (Meriam Naigi Asodanoe)
27. Ireen Sashiekala (Parbhoe Ireen Sashiekala)
28. Dwight Prade (Dwight Wilgo Prade)
29. Martin Misiedjan (Martin Presley Misiedjan), ; NDP
30. Quincy Joemai (Quincy Rochin Joemai)
31. Monché Atompai (Monché Mareldo Nigwé Atompai)
32. Ahilia Welles (Ahilia Naatje Bisoendee Welles)
33. Parasnaath Debi
34. Ravi Bhattoe (Ravi Robbert Bhattoe)
35. Ridgeley Kasantirto (Ridgeley Rohandie Kasantirto)
36. Nazier Akbarkhan (Nazieramadkhan Akbarkhan)
37. Dinesh Parag (Dinesh Ravi Parag), ; NDP
38. Ifuel Alberg (Ifuel Sifron Alberg)
39. Wendy Pinas
40. Cherelny Baabo (Cherelny Dimoetsia Treesje Baabo)
41. Nita Amoida
42. Jamiro Pink (Jamiro Jordy Hedwig Pink)
43. Emanuel Enjoem (Emanuel Kasimoen Enjoem)
44. Bianca Mac Nack (Bianca Anoushka Mac Nack)
45. Don Adjako (Don Zachari Songo Adjako)
46. William Waidoe, ; NDP
47. Ismanto Adna (Bambang Ismanto Prijo Atminoto Adna), ; NDP
48. Soeresh Algoe, ; NDP
49. Vanity Soeroredjo (Vanity Melinda Soemarnie Soeroredjo)
50. Ingrid Bouterse-Waldring (Ingrid Yolanda Bouterse-Waldring), ; NDP

Kandidaten per partij: A20 · 
ABOP · 
APP · 
BEP · 
DA'91 · 
DNL · 
DUS · 
NDP · 
NPS · 
OPTSU · 
PL · 
PVC · 
VHP · 
VLS